# Friedrich Wilhelm Tittmann

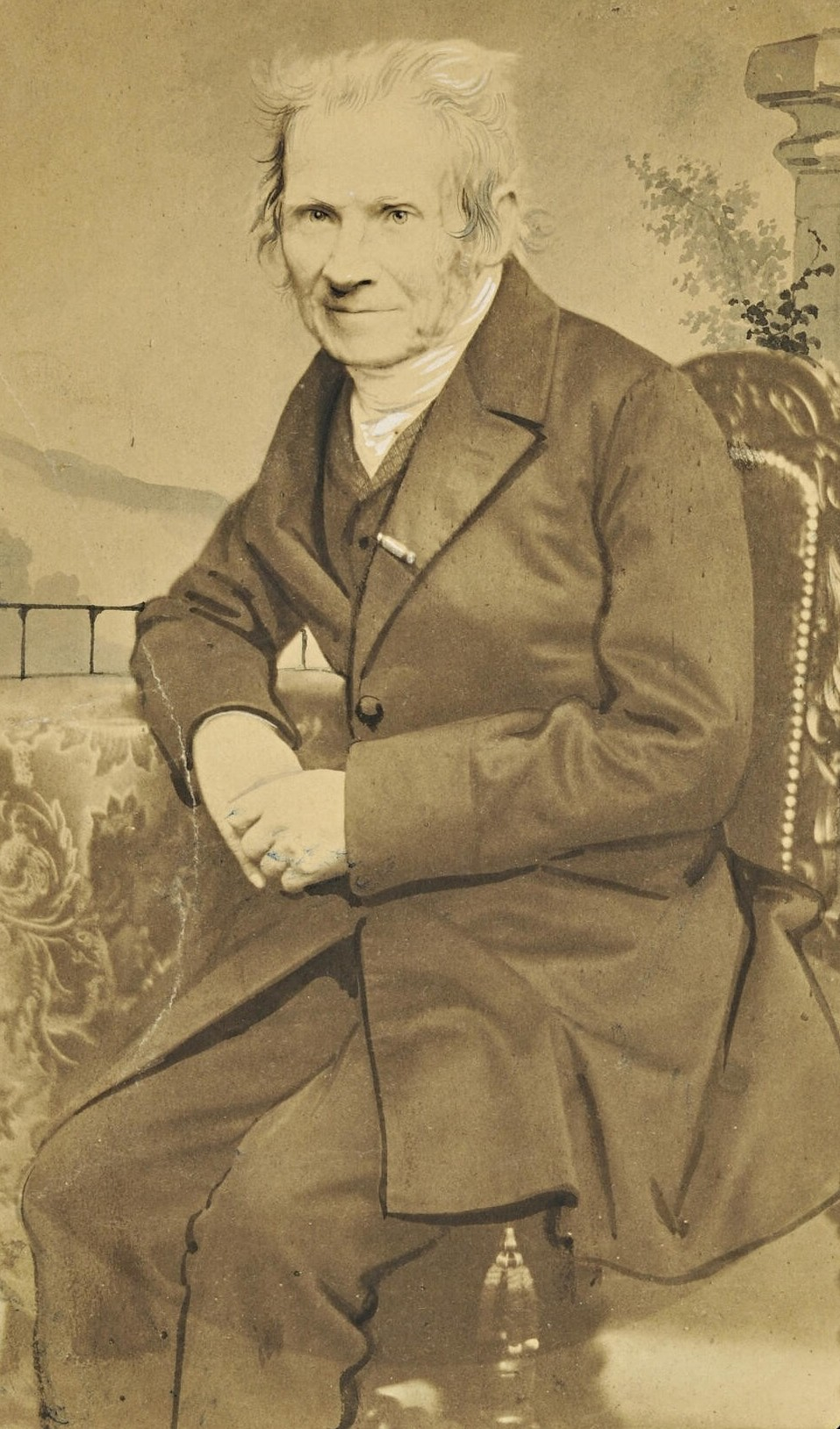
Friedrich Wilhelm Tittmann

Friedrich Wilhelm Tittmann (* 29. April 1784 in Wittenberg; † 20. Mai 1864 in Dresden) war ein deutscher Advokat, Geheimer Archivar und Historiker in Dresden.

## Herkunft und Leben
Friedrich Wilhelm Tittmann wurde 1784 als Sohn des Karl Christian Tittmann (1744–1820) und der Caroline geb. Schleußner (1749–1824) geboren. Er entstammte einer Familie bedeutender Theologen und Wissenschaftler. Ab 1836 war Tittmann im Hauptstaatsarchiv Dresden tätig, dessen Direktor er bis zum Jahre 1848 war. Darüber hinaus verfasste er zahlreiche historische Werke. Nach seinem Tod wurde er auf Grund seiner Verdienste wie schon sein Vater und sein Bruder Karl August Tittmann in der Ratsgruft des Eliasfriedhofs beigesetzt. Die Tittmannstraße im Dresdner Stadtteil Striesen wurde zu Ehren der Familie, nicht nach einer Einzelperson, benannt.

## Schriften
- Über den Bund der Amphiktyonen, Verlag Hitzig, Berlin 1812 (online – Internet Archive)
- Über Erkenntniß und Kunst in der Geschichte, Dresden 1817
- Darstellung der griechischen Staatsverfassungen, Verlag Weidmann, Leipzig 1822 (online – Internet Archive)
- Bildung unserer Zeit, Verlag G. Reimer, Leipzig 1835
- Über die Schönheit und die Kunst, Berlin 1841
- Geschichte Heinrichs des Erlauchten, Markgrafen zu Meissen und im Osterlande, Verlag Arnold, Dresden 1845–46 (online – Internet Archive Bd. 1 Leipzig 1850)